# ディナメネ (小惑星)
ディナメネ (200 Dynamene) は、小惑星帯に位置する、大きくて暗い小惑星の一つでC型小惑星に分類される。
1879年7月27日にアメリカ合衆国の天文学者、クリスチャン・H・F・ピーターズによりニューヨーク州クリントンで発見され、ギリシア神話に登場するネレイデスの一柱に因んで命名された。